# La vida íntima de Jody Norris
 La vida íntima de Jody Norris  (original: To Each His Own) és una pel·lícula estatunidenca dirigida per Mitchell Leisen, estrenada el 1946 i doblada al català

## Argument
Durant la Primera Guerra Mundial (1914-1918), una jove anglesa passa una nit amb un valent soldat d'infanteria i queda embarassada. El soldat mor abans que puguin casar-se, i la jove, per evitar un escàndol, lliura el seu fill a una altra persona, encara que roman sempre a prop seu.

## Repartiment
- Olivia de Havilland: Josephine Norris
- John Lund: Bart Cosgrove/Gregory Pearson
- Mary Anderson: Corinne Pearson
- Roland Culver: Lord Desham
- Phillip Terry: Alex Pearson
- Bill Goodwin: Mac Tilton
- Virginia Welles: Liz Lorimer
- Victoria Horne: Daisy Gingras
- Griff Barnett: Mr Norris
- Alma Macrorie: Belle Ingram
- Bill Ward: Gregory, de nen
- Doris Lloyd: Miss Pringle

## Al voltant de la pel·lícula
L'actriu ja havia estat dirigida per Leisen a la pel·lícula Per la porta d'or, igualment amb guió de Charles Brackett en col·laboració amb Billy Wilder. Aquest magnífic melodrama havia valgut a Olivia de Havilland la seva primera nominació a l'Oscar a la millor actriu però va ser suplantada per la seva germana Joan Fontaine a Sospita.
Olivia de Havilland va exigir Mitchell Leisen com a guionista per a aquesta pel·lícula.
Olivia de Havilland va precisar que el director va intentar la pel·lícula a contracor però va declarar: «Cap a finals de la segona setmana de rodatge, he vist que començava a entusiasmar-se... Al final de la setmana següent, el seu entusiasme ja no tenia fites. »
En efecte, Leisen era bastant reticent a realitzar aquesta pel·lícula, ja que trobava que l'assumpte era massa melodramàtic i recordava les pel·lícules d'abans de la guerra i sobretot les de John M. Stahl. Última col·laboració de Leisen amb Brackett, el director va tenir dissensions amb ell a propòsit del guió, i el seu canvi en l'interès per la pel·lícula va venir de la col·laboració considerable en la revisió de la història, havent refusat el guió original i després de moltes dissensions amb Brackett Per exemple, es va negar a rodar el final original de la pel·lícula, on Joséphine explicava llargament al seu fill les raons de les seves tries, i va fer escriure un final més elegant i més retingut sense necessitat d'explicacions, el fill entenent que es troba davant la seva mare, li va dir simplement «Crec que és el nostre ball, mare. »

## Critiques
«Quinta essència del melodrama que llagrimeja sobre el tema a tota prova del sacrifici i dels sofriments d'una mare soltera el fill de la qual, adoptat, creix sense conèixer-la i no es retroba amb ella fins que és adult.  La vida íntima de Jody Norris és una de les millors del gènere, superant els estereotips morals i socials de què s'alimenta. El personatge encarnat - amb una gran delicadesa - per Olivia de Havilland és clarament més convincent i emocionant que la majoria de les mares doloroses del repertori (Senyora X n'és el prototip) perquè escapa, justament per la complexitat de la seva evolució psicològica, en el transcurs de vint-i-cinc anys, a les normes rigorosament programades d'aquest repertori. »

## Premis
- Oscar a la millor actriu per Olivia de Havilland